# Абдулла Кодирий (станция метро)
«Абдулла Кодирий» (узб. Abdulla Qodiriy) — станция Ташкентского метрополитена.
Открыта для пассажиров 26 октября 2001 года в составе первого участка Юнусабадской линии : «Хабиб Абдуллаев» — «Минг Урик».
Расположена между станциями : «Минор» и «Юнус Раджаби».

## История
Станция носит имя известного узбекского, советского поэта и писателя — «Абдуллы Кадыри», основателя узбекского романтизма.

## Характеристика
Станция : колонная, трёхпролётная, мелкого заложения, имеет два подземных вестибюля.

## Оформление
В оформлении зала станции использованы четырёхгранные колоны с ажурными решётками. 
Над входом на эскалатор установлен витраж.